# Čegla gora
Čegla gora (tudi Adrški vrh; nemško Tschekelnock) je gora v gorski skupini Negal (Spitzegelgruppe) v Ziljskih Alpah na avstrijskem Koroškem z višino 1.892 m. Leži severnozahodno od Vršja (Windische Höhe).
Z vrha gore je razgled nad spodnjo in zgornjo Ziljsko dolino, na Visoke Ture in preko Dobrača do Julijskih, Karnijskih ter do zahodnih Ziljskih Alp.